# 118 Peitho
Peitho /ˈpaɪθoʊ/ (định danh hành tinh vi hình: 118 Peitho) là một tiểu hành tinh ở vành đai chính. Dường như đây là một tiểu hành tinh kiểu S. Ngày 15 tháng 3 năm 1872, nhà thiên văn học người Đức Karl T. R. Luther phát hiện tiểu hành tinh Peitho khi ông thực hiện quan sát tại Đài quan sát Düsseldorf-Bilk và đặt tên nó theo một trong hai tên Peitho trong thần thoại Hy Lạp. Đã có 2 lần Peitho che khuất ngôi sao mờ, được quan sát thấy trong năm 2000 và 2003.